# Hugh Sheridan

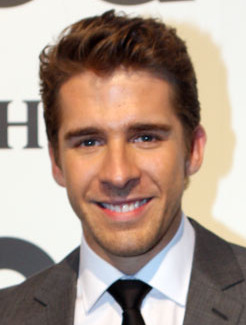
Hugh Sheridan (2011)

Hugh Sheridan (* 30. Juni 1985 in Adelaide, South Australia) ist eine australische nichtbinäre Person, bekannt für Theater- und Filmschauspiel, Synchronisierung und Gesang. In Australien erlangte Sheridan ab 2008 Berühmtheit durch die Rolle des Ben Rafter in der Fernsehserie Die Chaosfamilie. Seit 2021 spielt Sheridan diese Rolle in der Serie Back to the Rafters.

## Leben
Hugh Sheridan wurde in Adelaide geboren und war das zweitjüngste von insgesamt sieben Kindern; die Schwester Zoe Sheridan ist Moderatorin. In der Jugend sang Sheridan an der State Opera of South Australia und spielte Fußball für St. Ignatius. Sheridan wuchs im Vorort Millswood auf und absolvierte die ersten Schuljahre am Loreto College Marryatville. Anschließend wechselte Sheridan zum Saint Ignatius College und später zum University Senior College. Während der Grundschule sammelte Sheridan erste Erfahrungen im Schauspiel am Unley Youth Theatre und den Terry Simpson Studios in Adelaide. Anschließend studierte Sheridan Musik am Victorian College of the Arts und Tanz an der Australian Ballet School.
2007 erhielt Sheridan das Adele Koh Memorial Scholarship von der State Theatre Company of South Australia, um in New York Schauspiel zu studieren. Sheridan war außerdem Schauspieler bei der Sydney Theatre Company.
Von 2008 bis 2013 verkörperte Sheridan die Rolle des Ben Rafter in insgesamt 103 Episoden der Fernsehserie Die Chaosfamilie. Im November 2009 veröffentlichte Sheridan bei Sony Music Entertainment das Musikalbum Speak Love. Dem vorausgegangen waren die beiden Singles Just Can’t Throw Us Away und All About Me. Weitere größere Serienrollen hatte Sheridan 2015 als Toby in The Divorce und 2017 als Nick in House Husbands und war im selben Jahr in dem Tierhorrorfilm Boar zu sehen. Nach weiteren Nebenrollen in verschiedenen Spielfilmen spielt Sheridan seit 2019 in der Fernsehserie Five Bedrooms die Rolle des Lachlan Best. Seit 2021 spielt Sheridan wieder die Rolle des Ben Rafter in Back to the Rafters, dem Sequel von Die Chaosfamilie.
 Persönliches
Mitte 2021 erklärt Sheridan die eigene Geschlechtsidentität als nichtbinär und beansprucht das geschlechtsneutrale Pronomen they; Sheridans sexuelle Orientierung sei bisexuell und sowohl auf Frauen wie auf Männer ausgerichtet.

## Filmografie

### Schauspiel
- 2008–2013: Die Chaosfamilie (Packed to the Rafters) (Fernsehserie, 103 Episoden)
- 2014: Never Tear Us Apart: The Untold Story of INXS (Miniserie, 2 Episoden)
- 2015: The Divorce (Fernsehserie, 4 Episoden)
- 2017: House Husbands (Fernsehserie, 12 Episoden)
- 2017: Boar
- 2018: The Flip Side
- 2019: Isn’t It Romantic
- 2019: Escape and Evasion
- 2019: Scout (Kurzfilm)
- 2019: Dark Place
- ab 2019: Five Bedrooms (Fernsehserie)
- ab 2021: Back to the Rafters (Fernsehserie)

### Synchronisation
- 2010: Weihnachtsmann Junior – Der Film (Santa's Apprentice) (Zeichentrickfilm)

## Diskografie
Album:
- 2009: Speak Love, Sony Music Entertainment, 27. November 2009

Singles:
- 2009: Just Can’t Throw Us Away, Sony Music Entertainment, 6. September 2009
- 2009: All About Me, Sony Music Entertainment, 30. Oktober 2009